# Henry Pybus Bell-Irving

Henry Pybus Bell-Irving

Henry Pybus Bell-Irving (21 janvier 1913 - 21 septembre 2002), est un homme politique canadien qui sert comme lieutenant-gouverneur de la province de Colombie-Britannique entre 1978 et 1983.